# Pasquale Selvarolo
Pasquale Selvarolo (* 28. November 1999 in Andria) ist ein italienischer Leichtathlet, der sich auf den Langstreckenlauf spezialisiert hat. 2024 wurde er Europameister in der Halbmarathon-Teamwertung.

## Sportliche Laufbahn
Erste internationale Erfahrungen sammelte Pasquale Selvarolo bei den Crosslauf-Europameisterschaften 2018 in Tilburg, bei denen er nach 19:12 min auf den 30. Platz im U20-Rennen gelangte. Im Jahr darauf wurde er bei den Crosslauf-Europameisterschaften in Lissabon nach 25:39 min 31. im U23-Rennen und 2021 belegte er bei den U23-Europameisterschaften in Tallinn in 29:25,56 min den vierten Platz im 10.000-Meter-Lauf. Zudem wurde er bei den Crosslauf-Europameisterschaften in Dublin nach 26:31 min 61. im U23-Rennen. Im Jahr darauf gelangte er bei den Crosslauf-Europameisterschaften 2022 in Turin nach 31:23 min auf Rang 46 im Einzelrennen und bei den Crosslauf-Europameisterschaften 2023 in Brüssel lief er nach 32:02 min auf Platz 50 ein. 2024 belegte er bei den Europameisterschaften in Rom in 1:01:27 h den sechsten Platz im Halbmarathon und sicherte sich in der Teamwertung die Goldmedaille. Im Jahr darauf wurde er bei der Premiere der Straßenlauf-Europameisterschaften 2025 in Löwen in 1:04:02 h 19. im Halbmarathon.

## Persönliche Bestleistungen
- 5000 Meter: 13:47,53 min, 25. Juni 2022 in Rieti
- 10.000 Meter: 28:30,35 min, 28. Mai 2022 in Pacé
- 10-km-Straßenlauf: 28:46 min, 10. September 2023 in Pescara
- Halbmarathon: 1:00:32 h, 12. November 2023 in Ravenna
- Marathon: 2:11:14 h, 1. Dezember 2024 in Turin